# Craspedolepta smithsonia
Craspedolepta smithsonia är en insektsart som först beskrevs av Jan Klimaszewski 1979.  Craspedolepta smithsonia ingår i släktet Craspedolepta och familjen rundbladloppor. Inga underarter finns listade i Catalogue of Life.